# 1883 en Lorraine
Chronologie de la Lorraine
- 1879
- 1880
- 1881
- 1882
- 1883
- 1884
- 1885
- 1886
- 1887

Cette page est une liste d'événements qui se sont produits durant l'année 1883 en Lorraine.

## Événements

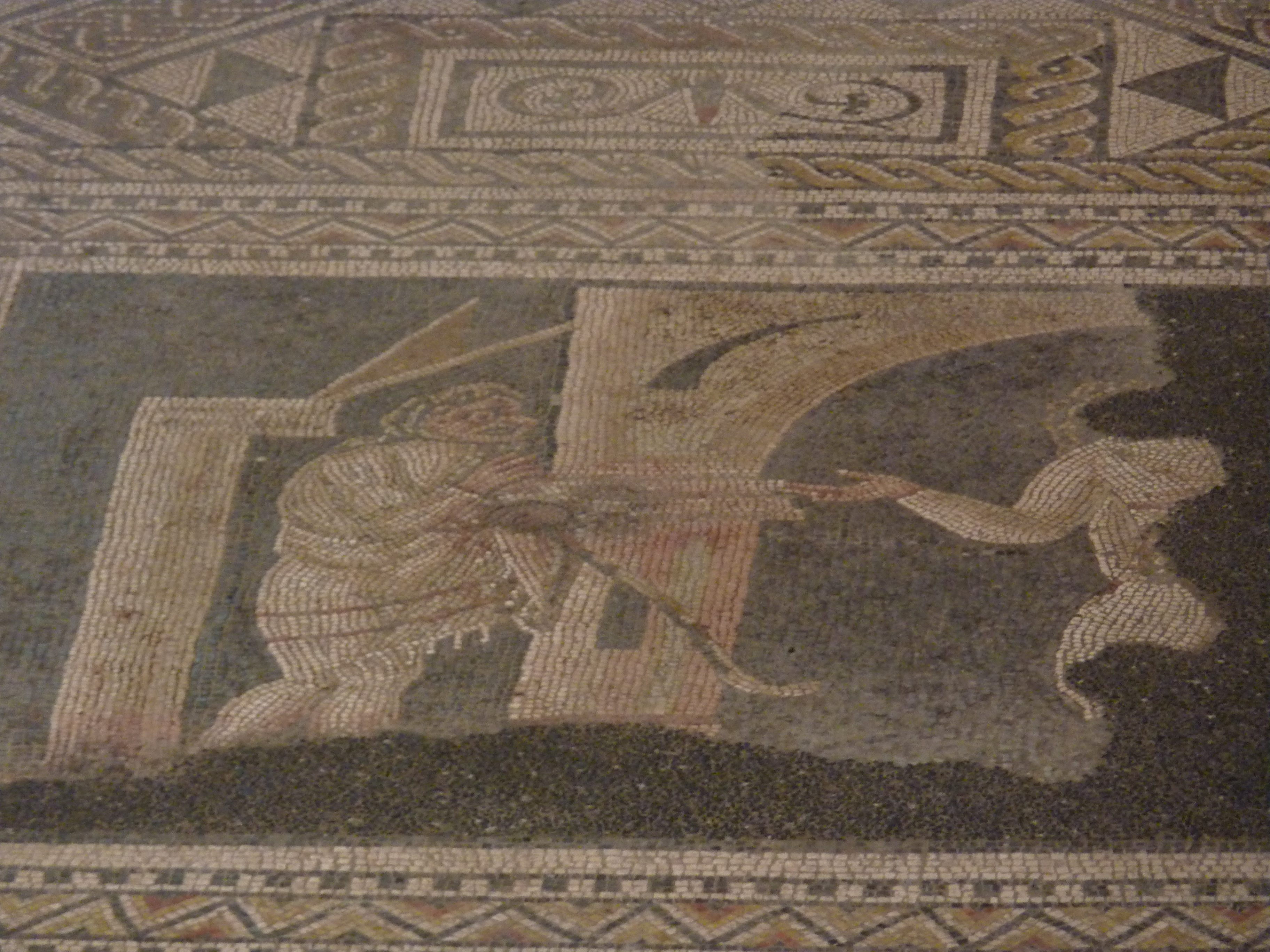
Mosaïque de Grand, extrait.

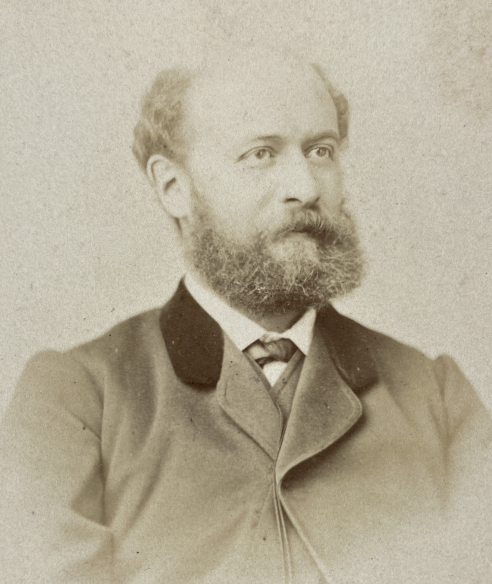
Edmond Berlet.

- une mosaïque antique de 232 m2 est dégagée sur le site de Grand[1], une des plus grandes retrouvée en Europe.
- Des sondages révèlent la richesse du sous-sol de Briey[2].
- Ernest Auricoste de Lazarque est élu membre de l’Académie nationale de Metz[3].
- Ouvertures de la Mine Sainte-Barbe et de la mine d'Angevillers, à Algrange[4].
- Création à Metz, rue Mazelle, de Metzer Katholisches Volksblatt, devenu L'Ami Hebdo Lorraine, plus ancien hebdomadaire de Lorraine[5].
- Construction du fort de Gondreville qui sera modernisé entre 1906 et 1909. C'est le dernier ouvrage construit dans la place forte de Toul selon les préceptes de Séré de Rivières.
- Théophile Nicolas Noblot est élu député de Meurthe-et-Moselle. Elu député de la Moselle en 1871, démissionnant le 1er mars 1871 avec les autres députés des territoires annexés. Il est député de Meurthe-et-Moselle jusqu'en 1889, siégeant à gauche.
- Grève des corsetiers à Bar-le-Duc[6].
- 10 juin, sont élus sénateurs de Meurthe-et-Moselle : Edmond Berlet et Henri Marquis, inscrit au groupe de la Gauche républicaine.

## Naissances

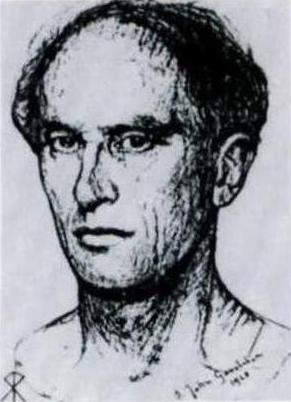
Rudolf John Gorsleben.

- à Nancy : Jules Criqui, né en 1883 - mort en 1951, est un architecte diplômé de l'École des beaux-arts de Nancy et de l'École nationale supérieure des beaux-arts de Paris.
- 24 janvier à Montmédy : Georges Émile Marie Villa, mort à Paris le 19 novembre 1965, dessinateur, caricaturiste, graveur, lithographe et illustrateur français.
- 3 février à Metz : Alfred Heurich (décédé en 1967), architecte allemand[7]. Il est l'inventeur du Kayak démontable[8].
- 17 février à Metz : Wilhelm Baur[9], ou Baur de Betaz (décédé en 1964 à Lindenfels), général allemand de la Seconde Guerre mondiale. Il commanda notamment la zone aérienne 9/XI en septembre 1940[10].
- 16 mars à Metz : Rudolf John Gorsleben (décédé à Bad Homburg, le 23 août 1930) est un écrivain ésotérique allemand[11]. En 1930, il a publié Hoch-Zeit der Menschheit, un ouvrage de référence du néo-paganisme allemand.
- 29 mars à Montmédy : Henri Marie Joseph André Auger, mort à la guerre à l'âge de 32 ans le 6 mars 1916 à Montzéville dans le même département, missionnaire français des missions étrangères de Paris.
- 31 mai à Épinal : Maurice Garçot, mort le 27 juillet 1969 à Nancy, écrivain régionaliste français historien de la Lorraine.
- 1er avril à Gondrecourt : Fernand Fleuret, écrivain et poète français, mort le 18 juin 1945 à Paris.
- 25 juillet à Épinal (Vosges) : Aimé Piton, homme politique français décédé le 1er avril 1925 à Épinal.
- 29 octobre à Metz : Otto Karl Stollberg (décédé le 29 janvier 1948), éditeur allemand de la première moitié du XXe siècle[12].
- 15 novembre à Metz : Günther Rüdel[13], (décédé le 22 avril 1950 à Munich), général d'armée allemand de la Luftwaffe, actif durant la Seconde Guerre mondiale. En Août 1944, le Generaloberst Rüdel a été nommé juge honoraire au Volksgerichtshof, le tribunal populaire du régime nazi.
- 28 novembre à Metz : Joachim Degener (décédé le 7 septembre 1953 à Wurtzbourg), général de brigade allemand de la Seconde Guerre mondiale. Fin 1944, il commanda notamment la 189e division d'infanterie.
- 7 décembre à Charmes (Vosges) : Marcel François Goulette, ingénieur, un poilu et un aviateur français, mort dans l'écrasement de son avion le 25 mai 1932 à Veroli, dans les Apennins en Italie. Détenteur de plusieurs records de vitesse en avion sur de très longues distances, il est le premier à avoir posé un appareil sur l'île de La Réunion le 26 novembre 1929[14], il devient ensuite le premier aviateur à relier la France à Madagascar en avion.
- 12 décembre à Sarrebourg : Kurt von Lersner (décédé le 7 juin 1954 à Düsseldorf) est un diplomate allemand de la première moitié du XXe siècle[15]. Il participa activement à la Conférence de paix de Paris en 1919.

## Décès

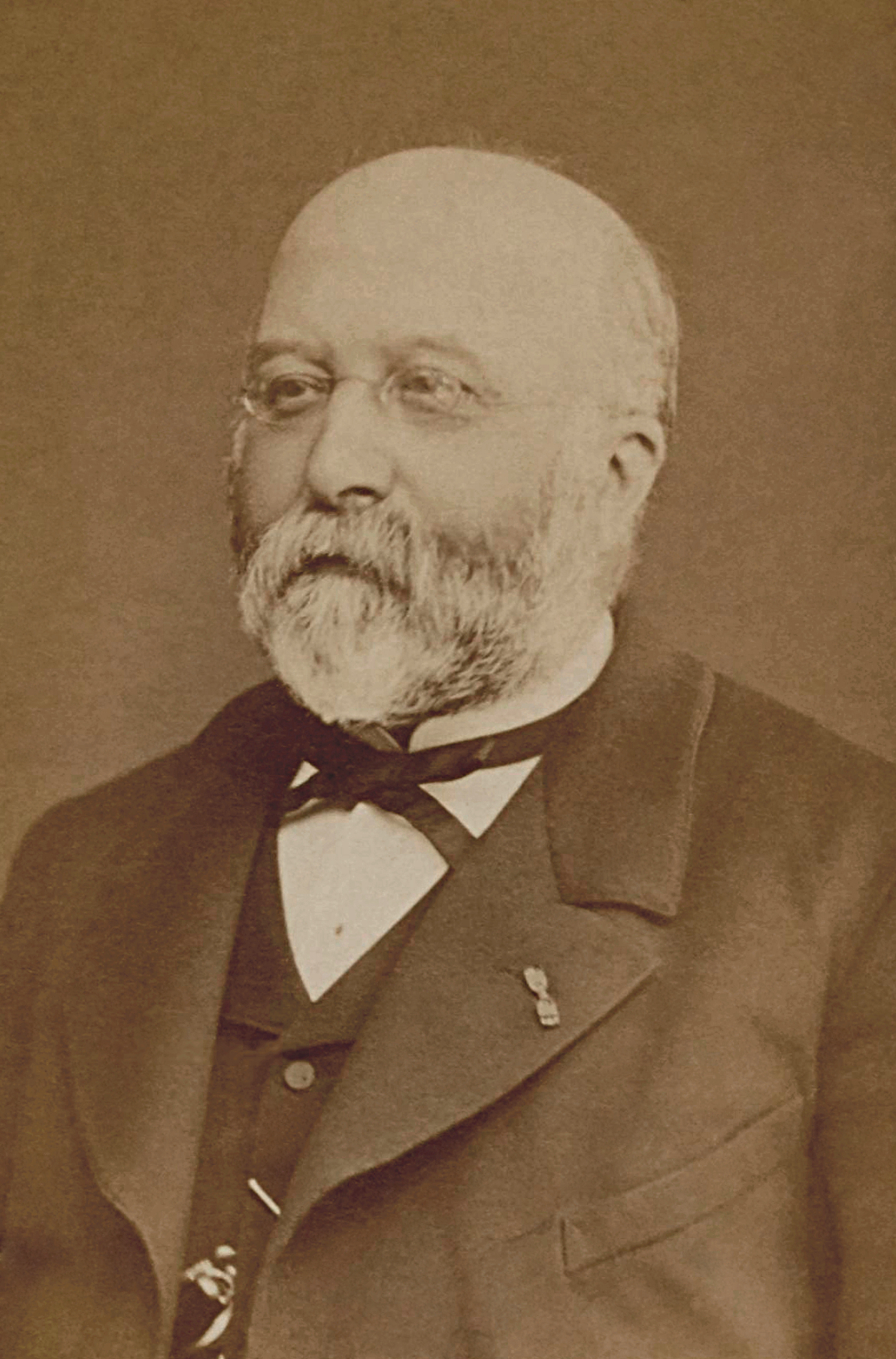
Henry Varroy.

- 10 février, à Épinal : Claude Claudot, homme politique français né le 7 avril 1816 à Neufchâteau (Vosges).
- 23 mars à Les Forges : Henri Varroy, né le 25 mars 1826 à Vittel (Vosges), ingénieur des Ponts et Chaussées et homme politique français.
- 22 mai à Nancy : Victor Ferry, homme politique français né le 6 avril 1803 à Lunéville (Meurthe-et-Moselle).
- 19 août à Ramonchamp : Auguste Bernard, homme politique français né le 1er décembre 1824 à Château-Salins (Meurthe).
- 27 octobre à Nancy : Félix-Arthur Ballon né à Épinal le 20 avril 1816, avocat, journaliste et bibliothécaire français, également préfet des Vosges et du Lot-et-Garonne au début de la deuxième république.